# Уткин, Игорь Владимирович
Игорь Владимирович Уткин (15 февраля 1942, Москва — 25 февраля 2009, Москва) — спортивный фотокорреспондент, специальный корреспондент «Фотохроники ТАСС», неоднократный победитель конкурса World Press Photo, обладатель российских и международных премий и наград.

## Биография
Игорь Уткин родился 15 февраля 1942 года в Москве во время Великой Отечественной войны. Его отец Владимир Георгиевич Уткин погиб на фронте в Венгрии. Мама, Мария Алексеевна Снимщикова, по профессии медицинский работник — человек, давший ему ориентир в жизни. Детство Игоря прошло в переулках послевоенного Арбата. Как и все арбатские мальчишки, Игорь увлекался спортом. После уроков спешил на спортплощадку. Учился в Московской школе № 58, где особых успехов не имел. Повзрослев, он стал перворазрядником по баскетболу и футболу, чемпионом России по велосипедному спорту, автогонщиком. 
После школы четыре года прослужил в Военно-Морском Флоте. Будучи радиометристом на корабле, впервые попробовал себя в качестве журналиста — писал в газеты короткие статьи и заметки военно-армейской тематики. В это время мама подарила первый в жизни Игоря фотоаппарат «Зенит». Тогда он и попробовал фотографировать — делал иллюстрации к своим статьям. Именно на флоте он выработал принцип — рассчитывать в жизни надо только на себя.
Высшее образование Игорь так и не получил, а те, кто знал Уткина, удивлялись, что кроме Института журналистского мастерства, другого специального образования у него нет. После службы работал чертежником-конструктором.
Затем в 1965 году устроился фотолаборантом в Агентство печати «Новости». Все это время мечтал стать спортивным фотокорреспондентом (стать фотокорром в те времена было непросто — требовались годы). В свободное время он осуществлял съёмки — ходил на спортивные соревнования, тренировки спортсменов. А первым заданием, которое получил начинающий фотокорреспондент в АПН, стала съёмка Кремлёвской стены.
В 1968 году триптих «Волейбол» Игоря Уткина занял первое место в жанре спортивной фотографии на конкурсе, организованном World Press Photo в Амстердаме. Затем Уткин ещё дважды (в 1983 и 1987 году) завоевывал первые призы на World Press Photo.
После первой победы на World Press Photo Игоря Уткина произвели в фотокорреспонденты Агентства печати «Новости». Спустя 11 лет работы в АПН, в 1976 году Уткин перешёл в Фотохронику ТАСС, где работал все оставшееся время. Был специальным фотокорреспондентом на 5 Летних и 4 Зимних Олимпийских Играх. За время работы в ТАСС он завоевал более 150 различных фотонаград, большинство из которых — международные.
Ему неоднократно предлагали работу в престижных зарубежных изданиях, однако он предпочел остаться в России.
Игорь Уткин говорил, что мужчине для счастья нужно всего две вещи: работа, в которой ты лучше всех делаешь то, что подарено при рождении, и семья. И в том, и в другом ему повезло. Благодаря удивительным пересечениям судьбы Игорь Уткин женился на венгерской девушке Габриэлле, рождённой в километре от Шорокшара — района в Будапеште, где погиб его отец. Со своей супругой, филологом по образованию, он счастливо прожил всю жизнь. У них двое детей — сын и дочь, трое внуков.
Похоронен на Ваганьковском кладбище города Москвы, участок №28.

## Награды
- Обладатель пяти наград Международной фотовыставки World Press Photo (1968, 1983, 1987). Из которых три награды — «Золотой Глаз» World Press Photo (1968, 1987, 1987).
- Лауреат премии Союза журналистов СССР (1980).
- Двукратный чемпион мира среди спортивных фотографов (1983, ?) — премии, учреждённой компаниями Adidas, Kodak, AIPS.
- Лучший спортивный журналист 1994 года (Премия Федерации спортивных журналистов России).
- Победитель конкурса «Интерфото» (1995) в номинации «Спорт / фотография».
- Лучший фотокорреспондент 1997 года.
- Медаль «В память 850-летия Москвы» (1997).
- Медаль ордена «За заслуги перед Отечеством» II (1998) степени.
- Лауреат Конкурса Федерации спортивных журналистов России: назван лучшим журналистом первого года XXI века в номинации «За многолетнюю плодотворную работу в спортивной фотографии» (2001).
- Лучший спортивный фотожурналист России (2000 и 2002).
- Медаль ордена «За заслуги перед Отечеством» I степени (2002).
- Премия союза журналистов России «Золотой Глаз России» (2007) за неоценимый вклад в профессиональную фотографию на благо России
- Звание «Заслуженный работник культуры Российской Федерации» (2007).

## Воспоминания о фотокорреспонденте
Такие, как Игорь Уткин в среде фоторепортёров — «штучный товар». Ему не требовался редактор, подсказывающий сюжет перед съёмкой. Он всегда продумывал съёмку заранее. Идя на мероприятие, знал, какие кадры хочет получить. Иногда он работал над сюжетом длительное время — подгонял все детали так, чтобы воплотился задуманный кадр. А придумывать уникальные сюжеты и воплощать их он умел, как никто другой, поскольку знал и любил спорт. Приходил заранее на мероприятие, договаривался со спортсменами, администрацией. Это были эксклюзивные съёмки.
Репортажные кадры Уткина — шедевр, в котором воплощено выхваченное из реальности мгновение, плюс авторская подача с присущим искрометным юмором и остротой. Сам Уткин говорил, чтобы снять такой репортаж нужно «играть на опережение» — предвидеть, прочувствовать момент.
Любимым жанром фотокорреспондента Уткина был очерк. «Когда я снимаю очерк, я чувствую себя повелителем, режиссёром, — говорил Игорь Владимирович, — а на соревнованиях, делая репортаж, никогда не делаю автоматических кадров. Жду, как охотник, когда настанет мой момент».
Он говорил, что на съёмке нет права иметь личных пристрастий. Не проявлял их даже при съёмке игр любимого «Динамо». Хотя был преданным поклонником «Динамо» с детства — ходил на все футбольные, хоккейные, баскетбольные и волейбольные матчи московского клуба. Но не афишировал это, ведь мог испортить отношения с другими спортивными клубами.
Если Уткин делал фото с определёнными персонами, то всегда старался снять так, чтобы показать суть человека: через характерную деталь, жест. И это ему удавалась. Он запечатлел многих известных спортсменов своего времени: биатлонист, четырёхкратный олимпийский чемпион Александр Тихонов, футбольный тренер Константин Бесков, шахматист Михаил Таль — их уникальные портреты будто выхваченное мгновение из настоящей жизни в спорте.
Игоря Уткина связывает многолетняя дружба с вратарём Львом Яшиным, баскетболистом Александром Беловым, хоккеистом Александром Мальцевым.
Уткин всегда предпочитал работать в одиночку. Только он мог на крупнейших соревнованиях выдержать жесточайшую конкуренцию с ведущими международными информационными агентствами, присылающими на главное спортивное событие по полторы тысячи репортёров. От ТАССа — Уткин, который успевает все и делает кадры, идущие нарасхват во всех изданиях.
В последние годы работал с начинающими спортивными фотокоррами. Тем, в ком видел «искру», трудолюбие и желание, давал на месте совет, помогал отбирать и кадрировать снимки, брал с собой на съёмки. Но не допускал к себе тех, чья основная цель — быстро сделать себе имя и сразу заработать денег, без любви к фотографии и спорту.
Игорь Уткин обладал умением, которое дано не всем, даже профессиональным мастерам фотографии — быть редактором своих съёмок. Всегда мастерски кадрировал свои снимки. Умело структурировал свой архив. Он один из немногих авторов, который быстро мог найти любой кадр из своих давних съёмок.
Иногда из редакций поступали крайне забавные запросы. Однажды ему позвонили:

— Скажите, а вы не снимали матчи «Динамо» в Англии в 1945 году?

— Мне всего три года было, как вы себе это представляете?

— Странно… А нам сказали, у Уткина все есть…

…спорт тем и прекрасен, что непредсказуем. Тут никакой опыт и знания не помогут, и даже такому мастеру, как Уткин,
 доводилось ошибаться: наводил объектив на одного, а побеждал другой... Приходилось потом отлавливать победителя и,
  если возможно, "реконструировать" событие. Например, в его коллекции есть снимок, который получил 8 медалей за рубежом, 
 в том числе и на World Press Photo, - вратарь-хоккеист в прыжке. А дело было так. Уткин снимал чемпионат по хоккею на траве. 
 Был момент, который вроде бы попал на пленку, но оказалось - не получилось. Пришлось потом упрашивать вратаря на 
 тренировке повторить "дубль". В результате тот напрыгал на... восемь пленок...Подробнее

Вратарь в прыжке. World Press Photo, 1983, Igor Utkin, 3rd prize, Sports